# Marie Jules César Savigny
Marie Jules César Lelorgne de Savigny (ur. 5 kwietnia 1777 w Provins, zm. 5 października 1851 w Gally, Saint-Cyr-l’École) – francuski zoolog.

## Życiorys
Savigny urodził się w Province w departamencie Sekwany i Marny we Francji. W wieku 16 lat przeniósł się do Paryża, by ukończyć naukę. Będąc bardzo zainteresowanym botaniką, Savigny pracował w Muzeum Historii Naturalnej w Paryżu wraz z Jean-Baptiste Lamarckiem i Georges'em Cuvierem. Cuvier zasugerował Napoleonowi Bonaparte, że 21-letni wówczas Savigny powinien wziąć udział w jego wyprawie do Egiptu jako zoolog. Podczas gdy Geoffroy Saint-Hilaire zajmował się kręgowcami, Savigny odpowiedzialny był podczas wyprawy za bezkręgowce. Po powrocie do Paryża, w 1802 roku, zaczął on opracowywanie dużego zbioru z Egiptu produkując przy tym wiele rękopisów i tablic. Savigny był zmuszony przerwać swoją pracę w wyniku stopniowego pogarszania się wzroku.

## Niektóre taksony nazwane na jego cześć
- Rodzaj rośliny z rodziny Brassicaceae: Savignya
- Trididemnum savignii Herdman, 1886
- Sepia savignyi H. de Blainville, 1827
- Mitra savignyi Payraudeau, 1826
- Anachis savignyi Moazzo, 1939
- Ophiactis savignyi J. Müller & Troschel, 1842; Ljungman, 1867
- Siderastrea savignyana Milne Edwards & Haime, 1850
- Microcosmus savignyi Monniot, 1962
- Dynamenella savignii H. Milne Edwards, 1840
- Leptochelia savignyi Krøyer, 1842
- Savignyella Levinsen, 1900
- Planaxis savignyi Deshayes, 1844
- Vexillum savignyi Payraudeau, 1826
- Diadema savignyi Michelin, 1845
- Thais savignyi G. P. Deshayes, 1844
- Goniopora savignyi Dana, 1846
- Loimia savignyi M'Intosh, 1885

## Publikacje (wybór)
- de Savigny, J.C.: Histoire naturelle et mythologique de l'ibis. Allais: Paris 1805
- de Savigny, J.C.: Description de l'Égypte. Paris, 1809
- de Savigny, J.C.: Mémoires sur les animaux sans vertèbres. d'Éterville & Dufour: Paris, 1816
- de Savigny, J.C.: Histoire naturelle et mythologique de l'ibis, Paris, Allais libraire, 1805.
- de Savigny, J.C.: Système des oiseaux de l'Égypte et de la Syrie, dans Description de l'Égypte, Histoire naturelle, Tome premier, Paris, 1809, p. 62 à 114.
- de Savigny, J.C.: Explication sommaire des planches de reptiles (supplément), dans Description de l'Égypte, Histoire naturelle, Tome premier, Paris, 1809, p. 161 à 184.
- de Savigny, J.C.: Tableau systématique des ascidies, dans Description de l'Égypte, Histoire naturelle, Tome premier, Paris, 1809, 2 è partie, p. 1 à 58.
- de Savigny, J.C.: Système des annelides..., dans Description de l'Égypte, Histoire naturelle, Tome premier, Paris, 1809, 3 è partie, p. 1 à 128.
- de Savigny, J.C.: Explication sommaire des planches... dont les dessins ont été fournis par M.J.C. Savigny pour l'Histoire naturelle de l'ouvrage, dans Description de l'Égypte, Histoire naturelle, Tome premier, Paris, 1809, 4 è partie, p.1 à 336.
- de Savigny, J.C.: Description sommaire des mammifères carnassiers..., dans Description de l'Égypte, Histoire naturelle, Tome second, Paris, 1812, p.744 à 750.
- de Savigny, J.C.: Oiseaux du Nil, Paris, édition du Jardin de Flore, 1979